# Seishun buta yarō
Seishun buta yarō (青春ブタ野郎? lett. "Il giovane maiale") è una serie di light novel giapponese scritta da Hajime Kamoshida e illustrata da Keeji Mizoguchi. ASCII Media Works ha pubblicato quindici volumi a partire da aprile 2014 a ottobre 2024 sotto la propria etichetta Dengeki Bunko. Un manga ispirato ai romanzi e disegnato da Tsugumi Nanamiya è stato serializzato con il titolo Seishun buta yarō wa bunny girl-senpai no yume o minai (青春ブタ野郎はバニーガール先輩の夢を見ない?) sulla rivista per manga seinen Dengeki G's Comic di ASCII Media Works dal 1º dicembre 2015. I capitoli della serie sono stati raccolti in undici volumi tankōbon. Una serie televisiva anime prodotta dallo studio CloverWorks è stata trasmessa dal 4 ottobre al 27 dicembre 2018 in Giappone, mentre un film anime intitolato Seishun buta yarō wa yumemiru shōjo no yume o minai è stato distribuito nei cinema nipponici il 15 giugno 2019. Un secondo film che adatta l'ottavo volume della light novel, Seishun buta yarō ha odekake Sister no yume wo minai, è stato distribuito il 23 giugno 2023. Un terzo film che adatta il nono volume, Seishun buta yarō wa Ransel Girl no yume o minai, è uscito il 1º dicembre 2023. Nel dicembre 2023 è stata annunciata la serie televisiva anime dell'arco dello studente universitario, intitolato Rascal Does Not Dream of Santa Claus (Seishun buta yarō wa Santakurōsu no yume o minai), che viene trasmessa dal 5 luglio 2025.

## Trama
La vita di Sakuta Azusagawa prende una piega inaspettata quando incontra una giovane attrice, Mai Sakurajima, intenta a girovagare per una libreria con indosso un costume da coniglietta, ma senza che nessuno noti la sua presenza. Mai rimane incuriosita dal fatto che Sakuta sia l'unico in grado di vederla e che gli altri non considerino minimamente la sua presenza, anche quando indossa un abito meno stravagante o rimane lontana dalla sua vita da attrice. Chiamando questo fenomeno "Sindrome dell'adolescenza", Sakuta decide di risolvere il mistero, legando maggiormente con Mai e anche con altre ragazze che soffrono della stessa sindrome.

## Personaggi

### Principali

Mai e Sakuta nell'anime

Sakuta Azusagawa (梓川 咲太?, Azusagawa Sakuta)
Doppiato da: Kaito Ishikawa
Il protagonista maschile della serie. Sakuta è un ragazzo di circa 17 anni. È di media altezza e snello, ha i capelli castani e uno sguardo leggermente spento. Ha tre cicatrici sul petto causate dalla sindrome dell'adolescenza, ed è stato ricoverato all'ospedale proprio nello stesso momento in cui erano state ospedalizzate tre persone a causa di un violento incidente di cui lui viene ritenuto colpevole. Intelligente e analitico, Sakuta è un individuo piuttosto stoico, socialmente isolato e calmo, a causa del suo calvario dovuto alla sindrome dell'adolescenza e alla brutta reputazione legata ad essa. È anche alquanto schietto e sarcastico, e gli piace stuzzicare le persone, in particolare i suoi amici e Mai. Non gli interessa particolarmente cosa la gente pensi di lui, ma ammette che le voci che girano sul suo conto (secondo le quali, essendo stato accidentalmente coinvolto nell'incidente dell'ospedale, avrebbe un passato violento) a volte sono abbastanza dolorose da ascoltare. Tuttavia, afferma che non gli importa se il mondo intero lo odiasse, ma gli basta una persona che abbia bisogno di lui. Nonostante il suo comportamento antisociale, è sempre molto generoso e compassionevole nei confronti delle persone a cui tiene, in particolare verso coloro che soffrono di bullismo o sindrome dell'adolescenza, evento che ha coinvolto prima la sua sorellina Kaede e poi Mai, ragazza che gli cambia la vita e con cui si fidanza. Quando Mai si sacrifica per lui nel film, le sue cicatrici scompaiono, ed è infatti il sacrificio della ragazza ad avergli fatto evitare di morire e di essere il donatore di cuore per una ragazza malata di nome Shoko.
Sakuta lavora part-time come cameriere insieme a due amici, Yuuma e Tomoe.
La sua data di nascita è il 10 aprile.
Mai Sakurajima (桜島 麻衣?, Sakurajima Mai)
Doppiata da: Asami Seto
La protagonista femminile della serie. Ha circa 18 anni ed è una bella ragazza, abbastanza alta e con un fisico atletico e slanciato. Ha dei grandi occhi azzurri e i capelli lunghi neri, con una ciocca raccolta da una molletta a forma di coniglietto. È seria, educata e gentile, ma anche sarcastica e ama stuzzicare Sakuta (cosa che del resto fa anche lui con lei, vincendo quasi sempre). In generale Mai è una persona sensibile, ciò è dovuto anche al trauma subito quando era una ragazzina delle medie (ovvero, essere sfruttata come mezzo per fare soldi facili da sua madre, che la forzò a posare per un servizio fotografico in costume da bagno). È stato proprio quello il motivo per cui ha deciso di prendersi una pausa dal suo lavoro come giovane attrice e modella, e viene infettata dalla sindrome dell'adolescenza, diventando invisibile a tutti tranne che a Sakuta (fin quando questi non dichiara il suo amore per lei di fronte alla scuola e Mai lo difende di fronte a tutti dalle voci che girano su di lui). Resta comunque una ragazza dolce e generosa, e (caratteristica comune a Sakuta) rivela un notevole spirito altruistico. È molto intelligente, eccelle negli studi ed è anche un'ottima cuoca. Mai ha un cuore d'oro e dimostra di avere coraggio e spirito di sacrificio in particolar modo nel film, in cui muore per salvare Sakuta e dona il cuore a Shoko; tuttavia, Sakuta torna indietro nel tempo per salvarla e scopre che ha pianificato tutto sin dal principio.
La sua data di nascita è il 2 dicembre.
Kaede Azusagawa (梓川 かえで?, Azusagawa Kaede)
Doppiata da: Yurika Kubo
Sorella minore di Sakuta, per essere stata bullizzata a scuola è rimasta vittima della sindrome dell'adolescenza. Viene affidata a Sakuta, mentre il padre si deve prendere cura della madre rimasta traumatizzata dall'evento. Cambia personalità, vive chiusa in casa e si lega in maniera quasi morbosa al fratello, ma, aiutata da quest'ultimo e da Mai, riesce a tornare a scuola e ad una vita normale. Ammira molto Mai per il carattere forte e allo stesso tempo dolce e premuroso, simile a quello di suo fratello. Nel film diventa amica con Nodoka, la sorellastra di Mai.
È nata il 5 novembre.
Tomoe Koga (古賀 朋絵?, Koga Tomoe)
Doppiata da: Nao Tōyama
Trasferitasi di recente nella scuola frequentata dai protagonisti, Tomoe è una ragazza più piccola di un anno rispetto a Sakuta, del quale si innamora. È una brava ragazza ma anche molto insicura, sempre alla ricerca della propria posizione nella società e desiderosa di essere benvoluta dagli altri. Sakuta le spiega che, per quanto lei gli faccia più volte vivere la stessa giornata, lui non si innamorerà mai di lei, poiché lui è già fidanzato con Mai. I due restano tuttavia amici, e lavorano anche insieme nello stesso ristorante come camerieri.
È nata il 23 maggio.
Rio Futaba (双葉 理央?, Futaba Rio)
Doppiata da: Atsumi Tanezaki
Amica di Sakuta e Yuuma, è innamorata di quest'ultimo malgrado sia fidanzato. È alquanto intuitiva e intelligente, unico membro del Club della scienza, e cerca sempre di aiutare Sakuta a risolvere la sindrome dell'adolescenza che affligge i vari personaggi con spiegazioni scientifiche. Anche lei ne diventa vittima a causa del suo complesso per il fisico, avendo sviluppato prematuramente gli attributi femminili, e malgrado sia una bella ragazza e apparentemente stoica e fredda, è profondamente insicura e fragile. Questo è anche dovuto al fatto che a Rio piace molto Yuuma, e la ragazza teme inoltre che i suoi migliori amici possano trascurarla essendosi fidanzati, cosa che tuttavia non succede.
È nata il 23 ottobre.
Nodoka Toyohama (豊浜 のどか?, Toyohama Nodoka)
Doppiata da: Maaya Uchida
Sorellastra minore di Mai, prova un complesso di inferiorità nei confronti di quest'ultima per il talento che ha, e fa la cantante in un gruppo di idol. Dopo un'iniziale ostilità, e in seguito all'evento di sindrome dell'adolescenza che coinvolgerà Mai e Nodoka contemporaneamente, le due stringono i rapporti che avrebbero in realtà sempre voluto. Nel film la si vede diventare amica con Kaede.
È nata il 14 marzo.
Shoko Makinohara (牧之原 翔子?, Makinohara Shōko)
Doppiata da: Inori Minase
È una ragazza che appare a Sakuta in due diverse forme, una da piccola e una da ragazza più grande. Prima cotta del ragazzo, è una persona molto dolce, compassionevole e gentile, e ha un ruolo fondamentale nel film. Ha problemi di cuore, ed è strettamente connessa alle cicatrici sul petto di Sakuta (che si riaprono e sanguinano proprio con la comparsa della Shoko del futuro). Quando Sakuta torna nel passato per salvare Mai, sacrificatasi per lui, entrambi sopravvivono, ma Shoko non ha più un donatore di cuore e questo implicherebbe la sua morte. Sakuta e Mai decidono quindi di cambiare linea temporale e sacrificare i ricordi (promettendosi di rimanere comunque felici insieme) per salvare Shoko. Nella nuova linea temporale, tuttavia, Shoko è sana, allegra e, a differenza della precedente linea temporale, riesce a compilare la lista dei suoi sogni per il futuro. Qui Sakuta e Mai la trovano sulla spiaggia, e si riconoscono a vicenda.
È nata il 10 aprile come Sakuta.

### Secondari
Yūma Kunimi (国見 佑真?, Kunimi Yūma)
Doppiato da: Yuuma Uchida
Il miglior amico di Sakuta. Ha una relazione con Saki Kamisato. È un ragazzo popolare nella sua scuola, essendo attraente e muscoloso, ma è anche un ottimo amico e ha un cuore d'oro. A differenza della fidanzata, è un tipo tranquillo e molto gentile.
Saki Kamisato (上里 沙希?, Kamisato Saki)
Doppiata da: Himika Akaneya
Saki è la fidanzata di Yūma. Odia Sakuta e desidera che lui smetta di essere amico del suo fidanzato, perché la sua fama di solitario e isolato dalla classe influisce negativamente sulla popolarità a scuola di lui e, soprattutto, di lei.
Fumika Nanjō (南条 文香?, Nanjō Fumika)
Doppiata da: Satomi Satō
Fumika è una giornalista interessata al tema della "Sindrome dell'adolescenza" e ritiene che le cicatrici presenti sul petto di Sakuta siano state causate in qualche modo da qualcosa.

## Media

### Light novel
La serie di romanzi Seishun buta yarō è stata scritta da Hajime Kamoshida e illustrata da Keeji Mizoguchi. La casa editrice ASCII Media Works ha pubblicato quindici volumi dal 10 aprile 2014 al 10 ottobre 2024 sotto l'etichetta Dengeki Bunko. Nel tredicesimo volume è stato annunciato che la serie è entrata nel suo arco narrativo finale.
| Nº | Titolo italiano (traduzione letterale) Giapponese 「Kanji」 - Rōmaji | Data di prima pubblicazione                                                                     | Data di prima pubblicazione |
| Nº | Titolo italiano (traduzione letterale) Giapponese 「Kanji」 - Rōmaji | Giapponese                                                                                      |                             |
| 1  | Il giovane maiale non sogna una senpai coniglietta 「青春ブタ野郎はバニーガール先輩の夢を見ない」 - Seishun buta yarō wa banīgāru senpai no yume o minai                   | 10 aprile 2014 ISBN 978-4-04-866487-5                                                           |                             |
| 2  | Il giovane maiale non sogna una piccola diavoletta kōhai 「青春ブタ野郎はプチデビル後輩の夢を見ない」 - Seishun buta yarō wa puchidebiru kōhai no yume o minai             | 9 settembre 2014 ISBN 978-4-04-866808-8                                                         |                             |
| 3  | Il giovane maiale non sogna una strega logica 「青春ブタ野郎はロジカルウィッチの夢を見ない」 - Seishun buta yarō wa rojikaru witchi no yume o minai                        | 10 gennaio 2015 ISBN 978-4-04-869173-4                                                          |                             |
| 4  | Il giovane maiale non sogna un idol siscon 「青春ブタ野郎はシスコンアイドルの夢を見ない」 - Seishun buta yarō wa shisukon aidoru no yume o minai                           | 9 maggio 2015 ISBN 978-4-04-865135-6                                                            |                             |
| 5  | Il giovane maiale non sogna una sorella a casa da sola 「青春ブタ野郎はおるすばん妹の夢を見ない」 - Seishun buta yarō wa orusuban imōto no yume o minai                    | 10 settembre 2015 ISBN 978-4-04-865394-7                                                        |                             |
| 6  | Il giovane maiale non sogna una ragazza che sogna 「青春ブタ野郎はゆめみる少女の夢を見ない」 - Seishun buta yarō wa yumemiru shōjo no yume o minai                         | 10 giugno 2016 ISBN 978-4-04-865891-1                                                           |                             |
| 7  | Il giovane maiale non sogna una ragazza che sperimenta il suo primo amore 「青春ブタ野郎はハツコイ少女の夢を見ない」 - Seishun buta yarō wa hatsukoi shōjo no yume o minai | 8 ottobre 2016 ISBN 978-4-04-892281-4                                                           |                             |
| 8  | Il giovane maiale non sogna una sorella in gita 「青春ブタ野郎はおでかけシスターの夢を見ない」 - Seishun buta yarō wa dekake shisutā no yume o minai                       | 10 aprile 2018 ISBN 978-4-04-893585-2                                                           |                             |
| 9  | Il giovane maiale non sogna una ragazza con uno zaino in spalle 「青春ブタ野郎はランドセルガールの夢を見ない」 - Seishun buta yarō wa randoseru gāru no yume o minai       | 10 ottobre 2018 ISBN 978-4-04-912017-2                                                          |                             |
| 10 | Il giovane maiale non sogna una cantante perduta 「青春ブタ野郎は迷えるシンガーの夢を見ない」 - Seishun buta yarō wa mayoeru shingā no yume o minai                        | 7 febbraio 2020 ISBN 978-4-04-912850-5 (ed. regolare) ISBN 978-4-04-912901-4 (ed. con drama-CD) |                             |
| 11 | Il giovane maiale non sogna un usignolo 「青春ブタ野郎はナイチンゲールの夢を見ない」 - Seishun buta yarō wa naichingēru no yume o minai                                    | 10 dicembre 2020 ISBN 978-4-04-912902-1                                                         |                             |
| 12 | Il giovane maiale non sogna un mio studente 「青春ブタ野郎はマイスチューデントの夢を見ない」 - Seishun buta yarō wa mai suchūdento no yume o minai                         | 9 dicembre 2022 ISBN 978-4-04-913936-5                                                          |                             |
| 13 | Il giovane maiale non sogna Babbo Natale 「青春ブタ野郎はサンタクロースの夢を見ない」 - Seishun buta yarō wa Santakurōsu no yume o minai                                   | 7 luglio 2023 ISBN 978-4-04-914867-1                                                            |                             |
| 14 | Il giovane maiale non sogna le sue ragazze 「青春ブタ野郎はガールフレンドの夢を見ない」 - Seishun buta yarō wa Gārufurendo no yume o minai                                 | 9 agosto 2024 ISBN 978-4-04-915131-2                                                            |                             |
| 15 | Il giovane maiale non sogna una cara amica 「青春ブタ野郎はディアフレンドの夢を見ない」 - Seishun buta yarō wa Dia Furendo no yume o minai                                 | 10 ottobre 2024 ISBN 978-4-04-915132-9                                                          |                             |

### Manga

Copertina del primo volume dell'edizione italiana del manga, raffigurante Mai Sakurajima

La serie di romanzi ha avuto numerosi adattamenti manga, ognuno legato a un romanzo specifico e realizzato da diversi disegnatori.
Il primo manga, intitolato Rascal Does Not Dream of Bunny Girl Senpai (Seishun buta yarō wa banīgāru senpai no yume o minai) e disegnato da Tsugumi Nanamiya, è stato serializzato sulla rivista Dengeki G's Comic, edita da ASCII Media Works, dal numero di gennaio 2016, uscito il 1º dicembre 2015, fino al 30 agosto 2018. I capitoli sono stati raccolti in due volumi tankōbon, pubblicati tra l'8 ottobre 2016 e il 10 ottobre 2018.
Il secondo romanzo ha ispirato l'adattamento Rascal Does Not Dream of Petit Devil Kohai (Seishun buta yarō wa puchidebiru kōhai no yume o minai), disegnato da Tsukumo Asakusa e serializzato sempre su Dengeki G's Comic dal 30 marzo al 10 dicembre 2018. Anche in questo caso, i capitoli sono stati raccolti in due volumi tankōbon, usciti tra il 10 ottobre e il 10 dicembre 2018.
Il terzo manga,  Seishun buta yarō wa rojikaru witchi no yume o minai, disegnato da Tsukako Akina, è stato pubblicato sul sito web ComicWalker dal 1º agosto 2020 al 19 maggio 2022. I capitoli sono stati raccolti in due volumi tankōbon, pubblicati tra il 26 dicembre 2020 e il 27 luglio 2022.
Per il quinto romanzo, l'adattamento Seishun buta yarō wa orusuban imōto no yume o minai, realizzato da Akuro Yoshibe, è stato serializzato sulle piattaforme G's Channel e ComicWalker dal 30 aprile 2023 al 15 luglio 2024, con due volumi tankōbon pubblicati tra il 10 novembre 2023 e il 9 agosto 2024.
Il sesto romanzo ha invece ispirato il manga Seishun buta yarō wa yumemiru shōjo no yume o minai, disegnato da Eranto e serializzato sempre su G's Channel e ComicWalker dal 30 aprile 2023 al 15 settembre 2024. I capitoli sono stati raccolti in tre volumi tankōbon, usciti tra il 10 ottobre 2023 e il 10 ottobre 2024.
L'adattamento del quarto romanzo, Seishun buta yarō wa shisukon aidoru no yume o minai, disegnato da Jun Miyazaki, è in corso di serializzazione su G's Channel dal 25 dicembre 2023. Il primo volume tankōbon è stato pubblicato il 10 giugno 2025.
In Italia, la serie è stata annunciata da Edizioni BD, che ha pubblicato le prime due serie sotto l'etichetta J-Pop il 17 novembre 2021. La traduzione dei testi è curata da Valerio Pinos. La serie viene distribuita anche negli Stati Uniti da Yen Press, in Francia da Ototo e in Taiwan da Kadokawa Taiwan Corporation.
| Nº                                                              | Titolo italiano Giapponese 「Kanji」 - Rōmaji - Traduzione letterale | Data di prima pubblicazione             | Data di prima pubblicazione             |
| Nº                                                              | Titolo italiano Giapponese 「Kanji」 - Rōmaji - Traduzione letterale | Giapponese                              | Italiano                                |
| Rascal Does Not Dream of Bunny Girl Senpai (2 volumi)           | |                                         |                                         |
| 1                                                               | Rascal Does Not Dream of Bunny Girl Senpai 1 「青春ブタ野郎はバニーガール先輩の夢を見ない 1」 - Seishun buta yarō wa banīgāru senpai no yume o minai 1 – "Il giovane maiale non sogna una senpai coniglietta 1"       | 8 ottobre 2016 ISBN 978-4-04-892480-1   | 17 novembre 2021 ISBN 978-88-349-0641-5 |
| 1                                                               | Capitoli - Capitoli 1-8 |                                         |                                         |
| 2                                                               | Rascal Does Not Dream of Bunny Girl Senpai 2 「青春ブタ野郎はバニーガール先輩の夢を見ない 2」 - Seishun buta yarō wa banīgāru senpai no yume o minai 2 – "Il giovane maiale non sogna una senpai coniglietta 2"       | 10 ottobre 2018 ISBN 978-4-04-912068-4  | 17 novembre 2021 ISBN 978-88-349-0642-2 |
| 2                                                               | Capitoli - Capitoli 9-20 |                                         |                                         |
| Rascal Does Not Dream of Petit Devil Kohai (2 volumi)           | |                                         |                                         |
| 1                                                               | Rascal Does Not Dream of Petit Devil Kohai 1 「青春ブタ野郎はプチデビル後輩の夢を見ない 1」 - Seishun buta yarō wa puchidebiru kōhai no yume o minai 1 – "Il giovane maiale non sogna una piccola diavoletta kōhai 1" | 10 ottobre 2018 ISBN 978-4-04-912070-7  | 17 novembre 2021 ISBN 978-88-349-0674-3 |
| 1                                                               | Capitoli - Capitoli 1-6 |                                         |                                         |
| 2                                                               | Rascal Does Not Dream of Petit Devil Kohai 2 「青春ブタ野郎はプチデビル後輩の夢を見ない 2」 - Seishun buta yarō wa puchidebiru kōhai no yume o minai 2 – "Il giovane maiale non sogna una piccola diavoletta kōhai 2" | 10 dicembre 2018 ISBN 978-4-04-912258-9 | 17 novembre 2021 ISBN 978-88-349-0675-0 |
| 2                                                               | Capitoli - Capitoli 7-12 |                                         |                                         |
| Seishun buta yarō wa rojikaru witchi no yume o minai (2 volumi) | |                                         |                                         |
| 1                                                               | 「青春ブタ野郎はロジカルウィッチの夢を見ない 1」 - Seishun buta yarō wa rojikaru witchi no yume o minai 1 – "Il giovane maiale non sogna una strega logica 1"                                                         | 26 dicembre 2020 ISBN 978-4-04-913570-1 | —                                       |
| 1                                                               | Capitoli - Capitoli 1-4 |                                         |                                         |
| 2                                                               | 「青春ブタ野郎はロジカルウィッチの夢を見ない 2」 - Seishun buta yarō wa rojikaru witchi no yume o minai 2 – "Il giovane maiale non sogna una strega logica 2"                                                         | 27 luglio 2022 ISBN 978-4-04-913894-8   | —                                       |
| 2                                                               | Capitoli - Capitoli 5-11 |                                         |                                         |
| Seishun buta yarō wa orusuban imōto no yume o minai (2 volumi)  | |                                         |                                         |
| 1                                                               | 「青春ブタ野郎はおるすばん妹の夢を見ない 1」 - Seishun buta yarō wa orusuban imōto no yume o minai 1 – "Il giovane maiale non sogna una sorella a casa da sola 1"                                                     | 10 novembre 2023 ISBN 978-4-04-915373-6 | —                                       |
| 1                                                               | Capitoli - Capitoli 1-6 |                                         |                                         |
| 2                                                               | 「青春ブタ野郎はおるすばん妹の夢を見ない 2」 - Seishun buta yarō wa orusuban imōto no yume o minai 2 – "Il giovane maiale non sogna una sorella a casa da sola 2"                                                     | 9 agosto 2024 ISBN 978-4-04-915951-6    | —                                       |
| 2                                                               | Capitoli - Capitoli 7-12 |                                         |                                         |
| Seishun buta yarō wa yumemiru shōjo no yume o minai (3 volumi)  | |                                         |                                         |
| 1                                                               | 「青春ブタ野郎はゆめみる少女の夢を見ない 1」 - Seishun buta yarō wa yumemiru shōjo no yume o minai 1 – "Il giovane maiale non sogna una ragazza che sogna 1"                                                          | 10 ottobre 2023 ISBN 978-4-04-915372-9  | —                                       |
| 1                                                               | Capitoli - Capitoli 1-4 |                                         |                                         |
| 2                                                               | 「青春ブタ野郎はゆめみる少女の夢を見ない 2」 - Seishun buta yarō wa yumemiru shōjo no yume o minai 2 – "Il giovane maiale non sogna una ragazza che sogna 2"                                                          | 8 marzo 2024 ISBN 978-4-04-915640-9     | —                                       |
| 2                                                               | Capitoli - Capitoli 5-9 |                                         |                                         |
| 3                                                               | 「青春ブタ野郎はゆめみる少女の夢を見ない 3」 - Seishun buta yarō wa yumemiru shōjo no yume o minai 3 – "Il giovane maiale non sogna una ragazza che sogna 3"                                                          | 10 ottobre 2024 ISBN 978-4-04-915961-5  | —                                       |
| 3                                                               | Capitoli - Capitoli 10-15 |                                         |                                         |
| Seishun buta yarō wa shisukon aidoru no yume o minai (1 volume) | |                                         |                                         |
| 1                                                               | 「青春ブタ野郎はシスコンアイドルの夢を見ない 1」 - Seishun buta yarō wa shisukon aidoru no yume o minai 1 – "Il giovane maiale non sogna un idol siscon 1"                                                            | 10 giugno 2025 ISBN 978-4-04-916578-4   | —                                       |
| 1                                                               | Capitoli - Capitoli 1-5 |                                         |                                         |

### Anime
Una serie televisiva anime da 13 episodi è stata trasmessa dal 4 ottobre 2018 su ABC e altre reti giapponesi. La serie è prodotta dallo studio CloverWorks e diretta da Sōichi Masui, con Kazuya Iwata in qualità di assistente alla regia, Masahiro Yokotani alla composizione serie e Satomi Tamura curatrice del design dei personaggi. fox capture plan ha composto la colonna sonora dell'anime, mentre Tamura è anche a capo degli animatori insieme ad Akira Takata. L'anime televisivo a livello narrativo copre i primi cinque romanzi della serie originale. La sigla di apertura usata è Kimi no sei (君のせい?) della band The Peggies, mentre il tema di chiusura Fukashigi no Karte (不可思議のカルテ?) è stato interpretato dalle doppiatrici Asami Seto, Yurika Kubo, Nao Tōyama, Atsumi Tanezaki, Maaya Uchida e Inori Minase sotto il nome dei propri corrispettivi ruoli interpretati nell'anime. Aniplex of America ha licenziato la serie per il mercato inglese e l'anime è stato pubblicato in simulcast sulle piattaforme streaming Crunchyroll e Hulu. L'anime copre i primi cinque volumi della light novel.
Un film anime intitolato Seishun buta yarō wa yumemiru shōjo no yume o minai (青春ブタ野郎はゆめみる少女の夢を見ない?) è stato distribuito nelle sale cinematografiche giapponesi il 15 giugno 2019. Il lungometraggio copre le vicende narrate nei volumi 6 e 7 della serie di light novel originale.
Durante l'evento Aniplex Online Fest tenutosi nel settembre 2022, è stato annunciato che un sequel che adatterà l'ottavo e il nono volume della light novel ha avuto il via libera. Lo staff principale e il cast tornano a ricoprire i medesimi ruoli. Nel dicembre 2022 è stato annunciato che il sequel sarebbe uscito nei cinema giapponesi. Il film, dal titolo  Seishun buta yarō ha odekake Sister no yume wo minai (青春ブタ野郎はおでかけシスターの夢を見ない?), è stato proiettato nei cinema giapponesi a partire dal 23 giugno 2023. Il tema musicale principale della pellicola è Fukashigi no Karte (不可思議のカルテ?) di Yurika Kubo, brano già utilizzato precedentemente nella serie animata. Un ulteriore film, Seishun buta yarō wa Ransel Girl no yume o minai (青春ブタ野郎はランドセルガールの夢を見ない?), è uscito il 1º dicembre 2023. Nell'aprile 2024 Crunchyroll ha annunciato la distribuzione degli ultimi due film nei cinema italiani dal 20 al 22 maggio seguenti, in versione sottotitolata.
Nel dicembre 2023 è stato annunciato l'adattamento anime del decimo volume della light novel. Successivamente è stato confermato che si tratta di una serie televisiva intitolata Rascal Does Not Dream of Santa Claus (Seishun buta yarō wa Santakurōsu no yume o minai) che viene trasmessa a partire dal 5 luglio 2025 su ABC e altre reti. Lo staff e il cast della serie anime e dei film hanno nuovamente ripreso i rispettivi ruoli. La sigla di apertura è Snowdrop delle Conton Candy, mentre quella di chiusura è Suiheisen wa boku no furukizu (水平線は僕の古傷?) di Sora Amamiya, Aya Yamane, Konomi Kohara e Reina Ueda nei panni dei rispettivi personaggi. Crunchyroll trasmette la serie in simulcast in versione sottotitolata in vari Paesi del mondo, tra cui l'Italia.

#### Episodi

##### Prima stagione
| Nº | Titolo italiano (traduzione letterale) Giapponese 「Kanji」 - Rōmaji                                              | In onda          | In onda |
| Nº | Titolo italiano (traduzione letterale) Giapponese 「Kanji」 - Rōmaji                                              | Giapponese       |         |
| 1  | La mia senpai è una coniglietta 「先輩はバニーガール」 - Senpai wa banī gāru                                      | 4 ottobre 2018   |         |
| 2  | Per il primo appuntamento, il problema è essenziale 「初デートに波乱は付き物」 - Hatsu dēto ni haran wa tsukimono | 11 ottobre 2018  |         |
| 3  | Il mondo senza di te 「君だけがいない世界」 - Kimi dake ga inai sekai                                             | 18 ottobre 2018  |         |
| 4  | Non c'è domani per un furfante 「ブタ野郎には明日がない」 - Buta yarō ni wa ashita ga nai                         | 25 ottobre 2018  |         |
| 5  | Tutte le bugie che ho per te 「ありったけの嘘を君に」 - Arittake no uso ō kimi ni                                 | 1º novembre 2018 |         |
| 6  | Questo mondo che hai scelto 「君が選んだこの世界」 - Kimi ga eranda kono sekai                                    | 8 novembre 2018  |         |
| 7  | Il paradosso dell'adolescenza 「青春はパラドックス」 - Seishun wa paradokkusu                                     | 15 novembre 2018 |         |
| 8  | Lava via tutto in una notte tempestosa 「大雨の夜にすべてを流して」 - Ōame no yoru ni subete o nagashite          | 22 novembre 2018 |         |
| 9  | Sister Panic 「シスターパニック」 - Shisutā Panikku                                                               | 29 novembre 2018 |         |
| 10 | Complex Congratulations 「コンプレックスこんぐらっちゅれーしょん」 - Konpurekkusu Kongurachurēshon                | 6 dicembre 2018  |         |
| 11 | Kaede Quest 「かえでクエスト」 - Kaede Kuesuto                                                                    | 13 dicembre 2018 |         |
| 12 | La vita è un sogno senza fine 「覚めない夢の続きを生きている」 - Samenai Yume no Tsuzuki o Ikiteiru               | 20 dicembre 2018 |         |
| 13 | L'alba dopo una notte senza fine 「明けない夜の夜明け」 - Akenai yoru no yoake                                    | 27 dicembre 2018 |         |

##### Seconda stagione
Questa lista è suscettibile di variazioni e potrebbe essere incompleta o non aggiornata.

| Nº | Titolo italiano Giapponese 「Kanji」 - Rōmaji                                                        | In onda        | In onda |
| Nº | Titolo italiano Giapponese 「Kanji」 - Rōmaji                                                        | Giapponese     |         |
| 1  | L'adolescenza non finisce mai 「思春期は終わらない」 - Shishunki wa owaranai                         | 5 luglio 2025  |         |
| 2  | Che sapore ha ciò che è scritto tra le righe? 「空気の味は何の味？」 - Kūki no aji wa nani no aji?   | 12 luglio 2025 |         |
| 3  | Idol song 「アイドルソング」 - Aidoru Songu                                                          | 19 luglio 2025 |         |
| 4  | Paladina della giustizia 「正義の味方」 - Seigi no mikata                                            | 26 luglio 2025 |         |
| 5  | Dissonanza 「不協和音」 - Fukyōwaon                                                                  | 2 agosto 2025  |         |
| 6  | La mia e tua area di memoria 「記憶領域の君と僕」 - Kioku ryōiki no kimi to boku                     | 9 agosto 2025  |         |
| 7  | Dall'al di là dello spazio di Hilbert 「ヒルベルト空間の彼方から」 - Hiruberuto kūkan no kanata kara | 16 agosto 2025 |         |
| 8  | Segreti e promesse                                                                                   | 23 agosto 2025 |         |

## Accoglienza
Mai Sakurajima è stata premiata come "Best Girl" ai Crunchyroll Anime Awards 2019.

### Annotazioni al testo
1. ↑  Il sito ufficiale dell'anime e le reti TV hanno indicato come inizio della serie il 3 ottobre alle ore 26:20, ovvero il 4 ottobre alle ore 02:20 secondo il sistema internazionale.

### Fonti
1. ↑  (EN) Aniplex of America Adds Rascal Does Not Dream of Bunny Girl Senpai and DAKAICHI – I'm being harassed by the sexiest man of the year - to Fall 2018 Anime Line-Up, in Anime News Network, 22 settembre 2018. URL consultato il 22 novembre 2018.
2. 1 2  (EN) Yusuke-s, 25 Best Light Novels of All Time, su Japan Web Magazine, 2 dicembre 2021. URL consultato il 10 marzo 2022.
3. ↑  (EN) Rafael Antonio Pineda, Punch Line TV Anime Gets Manga This Fall, su animenewsnetwork.com, Anime News Network, 8 agosto 2015. URL consultato il 10 marzo 2018.
4. 1 2 3 4 5 6 7 8 9 10 11  (EN) Jennifer Sherman, Seishun Buta Yarō Anime Reveals Video, Additional Cast, Songs, su Anime News Network, 27 agosto 2018. URL consultato il 27 agosto 2018.
5. 1 2  (JA) 青春ブタ野郎はバニーガール先輩の夢を見ない, su dengekibunko.jp, Kadokawa. URL consultato l'8 ottobre 2018 (archiviato il 6 agosto 2019).
6. 1 2  (JA) 青春ブタ野郎はディアフレンドの夢を見ない, su dengekibunko.jp, Kadokawa. URL consultato il 7 aprile 2024 (archiviato il 5 aprile 2024).
7. ↑  (EN) Rafael Antonio Pineda, Rascal Does Not Dream Light Novel Series to Enter Final Arc, in Anime News Network, 10 luglio 2023. URL consultato il 12 luglio 2023.
8. ↑  (JA) 青春ブタ野郎はプチデビル後輩の夢を見ない, su dengekibunko.jp, Kadokawa. URL consultato l'8 ottobre 2018 (archiviato il 6 marzo 2021).
9. ↑  (JA) 青春ブタ野郎はロジカルウィッチの夢を見ない, su dengekibunko.jp, Kadokawa. URL consultato l'8 ottobre 2018 (archiviato l'11 maggio 2021).
10. ↑  (JA) 青春ブタ野郎はシスコンアイドルの夢を見ない, su dengekibunko.jp, Kadokawa. URL consultato l'8 ottobre 2018 (archiviato il 6 marzo 2021).
11. ↑  (JA) 青春ブタ野郎はおるすばん妹の夢を見ない, su dengekibunko.jp, Kadokawa. URL consultato l'8 ottobre 2018 (archiviato il 17 aprile 2021).
12. ↑  (JA) 青春ブタ野郎はゆめみる少女の夢を見ない, su dengekibunko.jp, Kadokawa. URL consultato l'8 ottobre 2018 (archiviato il 12 giugno 2021).
13. ↑  (JA) 青春ブタ野郎はハツコイ少女の夢を見ない, su dengekibunko.jp, Kadokawa. URL consultato l'8 ottobre 2018 (archiviato il 13 maggio 2021).
14. ↑  (JA) 青春ブタ野郎はおでかけシスターの夢を見ない, su dengekibunko.jp, Kadokawa. URL consultato l'8 ottobre 2018 (archiviato il 13 maggio 2021).
15. ↑  (JA) 青春ブタ野郎はランドセルガールの夢を見ない, su dengekibunko.jp, Kadokawa. URL consultato l'8 ottobre 2018 (archiviato l'8 maggio 2019).
16. ↑  (JA) 青春ブタ野郎は迷えるシンガーの夢を見ない, su dengekibunko.jp, Kadokawa. URL consultato il 29 ottobre 2020 (archiviato il 18 aprile 2021).
17. ↑  (JA) 【ドラマＣＤ付き特装版】青春ブタ野郎は迷えるシンガーの夢を見ない 青春ブタ野郎はパウダースノーの夢を見ない, su dengekibunko.jp, Kadokawa. URL consultato il 29 ottobre 2020 (archiviato il 30 maggio 2024).
18. ↑  (JA) 青春ブタ野郎はナイチンゲールの夢を見ない, su dengekibunko.jp, Kadokawa. URL consultato il 7 febbraio 2021 (archiviato il 13 maggio 2021).
19. ↑  (JA) 青春ブタ野郎はマイスチューデントの夢を見ない, su dengekibunko.jp, Kadokawa. URL consultato il 6 dicembre 2022 (archiviato il 9 dicembre 2022).
20. ↑  (JA) 青春ブタ野郎はサンタクロースの夢を見ない, su dengekibunko.jp, Kadokawa. URL consultato il 3 giugno 2023 (archiviato il 3 giugno 2023).
21. ↑  (JA) 青春ブタ野郎はガールフレンドの夢を見ない, su dengekibunko.jp, Kadokawa. URL consultato il 7 aprile 2024 (archiviato il 5 aprile 2024).
22. ↑  (JA) 新連載『青春ブタ野郎はバニーガール先輩の夢を見ない』電撃G’sコミック1月号連載分をチラ見せ! 図書館で出会ったのは野生のバニーガール!?, su gs.dengeki.com, ASCII Media Works, 1º dicembre 2015. URL consultato l'8 ottobre 2018 (archiviato dall'url originale il 14 febbraio 2019).
23. ↑  (EN) Rafael Antonio Pineda, Punch Line TV Anime Gets Manga This Fall, su animenewsnetwork.com, Anime News Network, 8 agosto 2015. URL consultato il 10 marzo 2018.
24. ↑  (JA) 電撃G’sコミック2018年10月号, su gs.dengeki.com. URL consultato il 19 maggio 2025 (archiviato dall'url originale il 29 agosto 2018).
25. 1 2  (JA) 青春ブタ野郎はバニーガール先輩の夢を見ない 1, su kadokawa.co.jp, Kadokawa Shoten. URL consultato il 31 dicembre 2021.
26. 1 2  (JA) 青春ブタ野郎はバニーガール先輩の夢を見ない ２, su kadokawa.co.jp, Kadokawa Shoten. URL consultato il 31 dicembre 2021.
27. ↑  (JA) 『青春ブタ野郎はプチデビル後輩の夢を見ない』のコミカライズが決定　青春ブタ野郎シリーズのコミカライズ第2弾, in Light Novel News, 4 marzo 2018. URL consultato il 19 maggio 2025.
28. ↑  (JA) 電撃G’sコミック2019年２月号, su gs.dengeki.com. URL consultato il 19 maggio 2025 (archiviato dall'url originale il 3 dicembre 2019).
29. ↑  (JA) 浅草九十九＠ｺﾐ1G55b [asa_kusa_99], 先日発売のG'sコミックにてコミカライズ「青春ブタ野郎はプチデビル後輩の夢を見ない」無事完結しました。 (Tweet), su X, 29 dicembre 2018 (archiviato dall'url originale il 24 aprile 2019).
30. 1 2  (JA) 青春ブタ野郎はプチデビル後輩の夢を見ない １, su kadokawa.co.jp, Kadokawa Shoten. URL consultato il 31 dicembre 2021.
31. 1 2  (JA) 青春ブタ野郎はプチデビル後輩の夢を見ない ２, su kadokawa.co.jp, Kadokawa Shoten. URL consultato il 31 dicembre 2021.
32. ↑  (JA) 『青春ブタ野郎はロジカルウィッチの夢を見ない』のコミカライズ連載が開始, in Light Novel News, 2 agosto 2020. URL consultato il 19 maggio 2025.
33. 1 2  (JA) 青春ブタ野郎はロジカルウィッチの夢を見ない1, su kadokawa.co.jp, Kadokawa Shoten. URL consultato il 31 dicembre 2021.
34. 1 2  (JA) 青春ブタ野郎はロジカルウィッチの夢を見ない2, su kadokawa.co.jp, Kadokawa Shoten. URL consultato il 21 giugno 2022.
35. ↑  (JA) 『青春ブタ野郎はおるすばん妹の夢を見ない』のコミカライズ連載が開始, in Light Novel News, 17 maggio 2023. URL consultato il 19 maggio 2025.
36. 1 2 3  (JA) 青春ブタ野郎はおるすばん妹の夢を見ない ２, su kadokawa.co.jp, Kadokawa Shoten. URL consultato il 10 ottobre 2024.
37. ↑  (JA) 『青春ブタ野郎はゆめみる少女の夢を見ない』のコミカライズ連載が開始, in Light Novel News, 16 maggio 2023. URL consultato il 19 maggio 2025.
38. 1 2  (JA) 青春ブタ野郎はゆめみる少女の夢を見ない １, su kadokawa.co.jp, Kadokawa Shoten. URL consultato l'8 ottobre 2023.
39. 1 2  (JA) 青春ブタ野郎はゆめみる少女の夢を見ない 3, su kadokawa.co.jp, Kadokawa Shoten. URL consultato il 10 ottobre 2024.
40. ↑  (JA) 「青春ブタ野郎」シリーズ コミック公式 [aobuta_comic], ＼✨第１話掲載日決定✨／ (Tweet), su X, 11 dicembre 2023 (archiviato il 19 maggio 2025).
41. 1 2  (JA) 青春ブタ野郎はシスコンアイドルの夢を見ない １, su kadokawa.co.jp, Kadokawa Shoten. URL consultato il 18 maggio 2025.
42. ↑   6 nuovi manga annunciati da J-Pop, in Fumettologica, 11 aprile 2021. URL consultato il 14 aprile 2021.
43. ↑   J-POP Manga: durante l’Hanami Manga Festival di AnimeClick gli annunci di cinque nuove serie, J-Pop, 11 aprile 2021. URL consultato il 1º novembre 2021 (archiviato dall'url originale il 18 aprile 2021).
44. 1 2 3 4 5   Bunny Girl Senpai + Petit Devil Kohai Box, su animeclick.it, AnimeClick.it. URL consultato il 17 novembre 2021.
45. ↑  (EN) Jennifer Sherman, Yen Press Licenses 4 Manga, 2 Novels for November Release, in Anime News Network, 3 maggio 2019. URL consultato il 19 maggio 2025.
46. ↑  (FR) Le manga Rascal Does Not Dream of Bunny Girl Senpai acquis par Ototo, in Manga news, 23 gennaio 2020. URL consultato il 19 maggio 2025.
47. ↑  (FR) Le manga Rascal Does Not Dream of Little Devil Kohai, 2e arc de la série Bunny Girl Senpai, à paraître chez Ototo, in Manga news, 4 giugno 2020. URL consultato il 19 maggio 2025.
48. ↑  (JA) 青春ブタ野郎はおるすばん妹の夢を見ない １, su kadokawa.co.jp, Kadokawa Shoten. URL consultato l'8 ottobre 2023.
49. ↑  (JA) 青春ブタ野郎はゆめみる少女の夢を見ない ２, su kadokawa.co.jp, Kadokawa Shoten. URL consultato il 7 aprile 2024.
50. ↑  (JA) 青春ブタ野郎はバニーガール先輩の夢を見ない 5, su ao-buta.com, Aniplex. URL consultato l'8 ottobre 2018.
51. ↑  (EN) Crystalyn Hodgkins, Seishun Buta Yarō Light Novel Series Gets TV Anime, su animenewsnetwork.com, Anime News Network, 10 marzo 2018. URL consultato il 10 marzo 2018.
52. ↑  (EN) Rafael Antonio Pineda, Seishun Buta Yarō Anime Premieres on October 3, su animenewsnetwork.com, Anime News Network, 14 agosto 2018. URL consultato il 14 agosto 2018.
53. ↑  (EN) Jennifer Sherman, Seishun Buta Yarō Anime Reveals Visual, Staff, su animenewsnetwork.com, Anime News Network, 9 luglio 2018. URL consultato il 9 luglio 2018.
54. ↑  (EN) Egan Loo, Seishun Buta Yarō Anime Unveils 1st Promo Video, Ending Song, su animenewsnetwork.com, Anime News Network, 28 luglio 2018. URL consultato il 28 luglio 2018.
55. ↑  (EN) Karen Ressler, Crunchyroll Adds DAKAICHI, Rascal Does Not Dream of Bunny Girl Senpai Anime Simulcasts, su animenewsnetwork.com, Anime News Network, 2 ottobre 2018. URL consultato il 2 ottobre 2018.
56. ↑  (EN) Karen Ressler, Aniplex of America Announces DAKAICHI, Rascal Does Not Dream of Bunny Girl Senpai Anime for Fall Season, su animenewsnetwork.com, Anime News Network, 22 settembre 2018. URL consultato il 2 ottobre 2018.
57. ↑  (EN) Egan Loo, Seishun Buta Yarō Anime Gets Theatrical Film Project in 2019, su animenewsnetwork.com, Anime News Network, 15 settembre 2018. URL consultato il 15 settembre 2018.
58. ↑  (EN) Crystalyn Hodgkins, Seishun Buta Yarō Anime Film Previewed in 1st Ad, su Anime News Network, 21 ottobre 2018. URL consultato il 23 ottobre 2018.
59. ↑  (EN) Crystalyn Hodgkins, Rascal Does Not Dream Gets Sequel Anime Adapting 8th, 9th Novels, in Anime News Network, 24 settembre 2022. URL consultato il 6 dicembre 2022.
60. ↑  (EN) Egan Loo, Rascal Does Not Dream Sequel Anime to Play in Theaters, in Anime News Network, 3 dicembre 2022. URL consultato il 6 dicembre 2022.
61. ↑  (EN) Paul Chapman, Little Sister Ventures Out in Rascal Does Not Dream of Bunny Girl Senpai Theatrical Animation, in Crunchyroll, 3 dicembre 2022. URL consultato il 6 dicembre 2022.
62. ↑  (EN) Crystalyn Hodgkins, Rascal Does Not Dream of a Sister Venturing Out Anime Film Reveals June 23 Debut in New Promo Video, in Anime News Network, 26 marzo 2023. URL consultato il 27 marzo 2023.
63. ↑  (EN) Egan Loo, Rascal Does Not Dream of a Sister Venturing Out Anime Film's Trailer Previews Theme Song, in Anime News Network, 7 maggio 2023. URL consultato il 9 maggio 2023.
64. ↑  (EN) Crystalyn Hodgkins, Rascal Does Not Dream of a Knapsack Kid Film's Teaser Reveals December 1 Opening, in Anime News Network, 16 luglio 2023. URL consultato il 6 aprile 2024.
65. ↑   Francesco Ventura, Rascal Does Not Dream of a Sister Venturing Out & a Knapsack Kid, i due OVA arrivano in Italia al cinema!, in Crunchyroll, 4 aprile 2024. URL consultato il 6 aprile 2024.
66. ↑   Crunchyroll Italia, Azusagawa ha scoperto la data! Rascal Does Not Dream - Double Feature arriva nei cinema il 20 maggio!, 22 aprile 2024. URL consultato il 14 maggio 2024.
67. ↑   Rascal Does Not Dream - Double Feature: pubblicato l'elenco delle sale, in AnimeClick.it, 17 maggio 2024. URL consultato il 1º agosto 2024.
68. ↑  (EN) Crystalyn Hodgkins, Rascal Does Not Dream Franchise Gets Anime Adapting University Student Arc, in Anime News Network, 4 dicembre 2023. URL consultato il 6 dicembre 2023.
69. ↑  (EN) Crystalyn Hodgkins, Rascal Does Not Dream Franchise's 'University Arc' Anime Premieres in 2025, in Anime News Network, 2 agosto 2024. URL consultato il 2 agosto 2024.
70. 1 2  (EN) Egan Loo, Rascal Does Not Dream of Santa Claus Anime's 2nd Video Unveils Ending Song, July 5 Debut, in Anime News Network, 18 maggio 2025. URL consultato il 18 maggio 2025.
71. ↑  (EN) Crystalyn Hodgkins, Rascal Does Not Dream of Santa Claus Anime Reveals Teaser Video, More Cast, New Visual, in Anime News Network, 23 novembre 2024. URL consultato il 23 marzo 2025.
72. ↑  (EN) Rafael Antonio Pineda, Rascal Does Not Dream of Santa Claus Anime's Video Reveals More Cast, Opening Song, July TV Premiere, in Anime News Network, 21 marzo 2025. URL consultato il 23 marzo 2025.
73. ↑   Crunchyroll annuncia il palinsesto dell'estate 2025 e nuovi doppiaggi, in AnimeClick.it, 18 giugno 2025. URL consultato il 5 luglio 2025.
74. ↑  (JA) 先輩はバニーガール, su Rascal Does Not Dream of Bunny Girl Senpai Official Site, Aniplex. URL consultato l'8 ottobre 2018.
75. ↑  (JA) 水曜アニメ・水もん 青春ブタ野郎はバニーガール先輩の夢を見ない, su asahi.jp, Asashi TV. URL consultato l'8 ottobre 2018 (archiviato dall'url originale l'8 ottobre 2018).
76. ↑  (JA) 初デートに波乱は付き物, su Rascal Does Not Dream of Bunny Girl Senpai Official Site, Aniplex. URL consultato l'8 ottobre 2018.
77. ↑  (JA) 水曜アニメ・水もん 青春ブタ野郎はバニーガール先輩の夢を見ない, su asahi.jp, Asashi TV. URL consultato l'8 ottobre 2018 (archiviato dall'url originale il 9 ottobre 2018).
78. ↑  (JA) 君だけがいない世界, su Rascal Does Not Dream of Bunny Girl Senpai Official Site, Aniplex. URL consultato il 16 ottobre 2018.
79. ↑  (JA) ブタ野郎には明日がない, su Rascal Does Not Dream of Bunny Girl Senpai Official Site, Aniplex. URL consultato il 26 ottobre 2018.
80. ↑  (JA) ありったけの嘘を君に, su Rascal Does Not Dream of Bunny Girl Senpai Official Site, Aniplex. URL consultato il 30 ottobre 2018.
81. ↑  (JA) 君が選んだこの世界, su Rascal Does Not Dream of Bunny Girl Senpai Official Site, Aniplex. URL consultato il 5 novembre 2018.
82. ↑  (JA) 青春はパラドックス, su Rascal Does Not Dream of Bunny Girl Senpai Official Site, Aniplex. URL consultato il 12 novembre 2018.
83. ↑  (JA) 青春はパラドックス, su Rascal Does Not Dream of Bunny Girl Senpai Official Site, Aniplex. URL consultato il 22 novembre 2018.
84. ↑  (JA) 青春はパラドックス, su Rascal Does Not Dream of Bunny Girl Senpai Official Site, Aniplex. URL consultato il 29 novembre 2018.
85. ↑  (JA) 青春はパラドックス, su Rascal Does Not Dream of Bunny Girl Senpai Official Site, Aniplex. URL consultato il 6 dicembre 2018.
86. ↑  (JA) 青春はパラドックス, su Rascal Does Not Dream of Bunny Girl Senpai Official Site, Aniplex. URL consultato il 13 dicembre 2018.
87. ↑  (JA) 青春はパラドックス, su Rascal Does Not Dream of Bunny Girl Senpai Official Site, Aniplex. URL consultato il 20 dicembre 2018.
88. ↑  (JA) 青春はパラドックス, su Rascal Does Not Dream of Bunny Girl Senpai Official Site, Aniplex. URL consultato il 27 dicembre 2018.
89. ↑  (JA) ON AIR, su ao-buta.com. URL consultato il 5 luglio 2025.
90. ↑  (EN) The Anime Awards, su Crunchyroll. URL consultato il 14 aprile 2021 (archiviato dall'url originale il 28 febbraio 2019).
91. ↑   Crunchyroll Anime Awards: ecco i vincitori, su AnimeClick.it. URL consultato il 7 giugno 2021.